# 시카마정
시카마정(일본어: 色麻町)은 일본 미야기현 가미군의 정이다.

## 지리
미야기현 북서부에 위치한 정이다. 정의 서쪽은 오우산맥의 산악 지대이며 동쪽은 오사키 평야에 걸친다.

## 역사
- 나라 시대 속일본기에 시카마 목책의 기술이 있다.
- 1889년 4월 1일 - 시정촌제 시행으로 시카촌이 성립하였다.
- 1978년 4월 1일 - 정으로 승격하였다.

## 인구
| 연도 | 인구   | ±%     |
| ---- | ------ | ------ |
| 1920 | 5,985  | —      |
| 1930 | 6,832  | +14.2% |
| 1940 | 7,599  | +11.2% |
| 1950 | 9,881  | +30.0% |
| 1960 | 10,040 | +1.6%  |
| 1970 | 8,836  | −12.0% |
| 1980 | 8,865  | +0.3%  |
| 1990 | 8,717  | −1.7%  |
| 2000 | 8,162  | −6.4%  |
| 2010 | 7,431  | −9.0%  |

## 교통

### 도로
- 국도 457호선

## 자매 도시
- 일본 이바라키현 우시쿠시